# Xiaomi M365
La Xiaomi M365 est une trottinette électrique de la marque chinoise Xiaomi et produite par le constructeur d’engin de déplacement personnel Segway-Ninebot à l’usine de Changzhou, en Chine. Elle est commercialisée à partir de décembre 2016 et par la suite, il y a eu plusieurs améliorations ainsi que de déclinaisons.

## Historique

### Présentation, histoire et améliorations
En décembre 2016, Xiaomi présente sa première trottinette électrique, la M365. Celle-ci porte d’autres noms comme la "Mijia M365", la "Mi Electric Scooter" ou encore la "M365 classique". Elle est premièrement commercialisée en Chine dont elle est vainqueur du Red Dot Award en 2017, puis commercialisée en Europe en milieu d'année 2018, la M365 est un succès commercial,. 
La M365 est commercialisée avec deux teintes disponibles : le noir ou le blanc.
Bien qu’elle est de marque Xiaomi, la M365 n'est pas fabriquée par celle-ci, mais par le constructeur Segway-Ninebot,. Xiaomi ne fabrique pas leurs propres trottinettes électriques.
Sa principale concurrente est la Ninebot ES2.
Celle-ci possède un moteur électrique d’une puissance de 250W nominal et 500W en crête, qui se situe à l’intérieur de la roue avant tandis que la carte mère et la batterie de 7800 mAh sont situées à l'intérieur du châssis de la trottinette qui est en aluminium. La M365 possède des pneus gonflables à chambre à air de 8,5 pouces, un disque de frein arrière de 110 mm ainsi qu’une garde au sol de 90 mm,.
Le démarrage de la M365 se fait à partir de 5 km/h en poussant avec le pied et par la suite, le moteur se déclenche.
La M365 a une autonomie annoncée de 30 km.
La trottinette possède plusieurs fonctionnalités comme des éclairages LED (le phare avant permet d’être vu et d’éclairer la chaussée sur 6 mètres), il est possible de la plier grâce à une charnière située à la base de la potence et ainsi, celle-ci possède une béquille qui permet de la tenir debout.
Pour freiner ou ralentir, il y a deux moyens possibles : le frein moteur ainsi que le disque de frein arrière classique. Cela permet d’ajuster l'allure de la trottinette en modifiant la pression sur l’accélérateur située sur la droite et par la poignée de frein située sur la gauche ; en effet, la trottinette bénéficie d’un système dit "e-ABS", appelée aussi "kers" ou "frein moteur", celui-ci permet d’appliquer à la roue avant qui est motorisée, le même freinage appliqué par le disque de frein à la roue arrière.
La trottinette possède l’indice de protection IP54.
Auparavant, le parc de trottinettes électriques en libre-service de l’entreprise Bird était composée de Xiaomi M365.
En 2020, la Xiaomi M365 bénéficie d’une modernisation. La dénomination change pour devenir la Xiaomi 1S, elle porte d’autres noms comme la "Mijia 1S", la "Mi Electric Scooter 1S" ou encore la "M365 1S". Celle-ci possède désormais un écran LCD, apparu sur la Xiaomi Pro sortie 1 an auparavant et non présente sur la M365 classique, où en effet celle-ci possède un écran à quatre diodes indiquant le niveau de batterie. La batterie passe à 7650 mAh, cette légère baisse de capacité permet d’éviter une surcharge ainsi qu’une meilleure durée de vie. Elle possède une carte-mère renforcée V3. Concernant la version européenne, celle-ci possède de plus un nouveau garde-boue arrière avec des renforts métalliques et un catadioptre rouge intégré sur le feu arrière, des feux plus puissants et ainsi, des catadioptres oranges sur les côtés et blanc sur la face avant dû à la législation européenne. Pour la version chinoise, la couleur blanche est conservée, ce qui n’est pas le cas sur la version européenne. Il est possible d'installer l’écran LCD sur la M365 classique via une reprogrammation.
En 2021 et pour le marché européen, la Xiaomi M365, devenue la Xiaomi 1S en 2020, la dénomination change une deuxième fois pour devenir la Xiaomi Mi 3, elle porte d’autres noms comme la "Mi Electric Scooter 3" ou la "M365 Mi 3". Celle-ci possède le moteur de 300W repris de la Xiaomi Pro et Pro 2 alors que les M365 et 1S possèdent le moteur de 250W. Elle possède une carte-mère V3.1, ce léger changement de version permet d’éviter tout débridage. L'étrier de frein est amélioré ; en effet, celui-ci possède désormais deux pistons afin d’améliorer la distance de freinage. La couleur blanche fait ainsi son retour. Cette troisième version est inexistante sur le marché chinois ; en effet, l’appellation du modèle reste la 1S.
En 2023, la Xiaomi Scooter 4 est sortie pour le marché européen, remplaçant la Xiaomi Mi 3. Ce nouveau modèle est cette fois-ci une toute nouvelle génération et non plus une évolution des modèles précédents bien qu'elle soit ressemblante. Désormais, la M365, qui est devenue la 1S en 2020, est commercialisée uniquement pour le marché chinois.

#### Version d’entrée de gamme: la Xiaomi M187
En 2017, peu après la sortie de la M365, Xiaomi sort une version plus abordable. Nommée la Xiaomi M187, elle porte d’autres noms comme la "Mijia M187" ou la "M187 Youth Edition". Celle-ci est identique à la M365 classique dont elle dérive mais à un détail près, la taille de la batterie est plus petite, en effet, elle a une capacité de 5100 mAh au lieu de 7800 mAh pour la M365, ce qui explique son prix abordable et son autonomie de 20 km.
En 2020 et pour le marché européen, la Xiaomi M187 bénéficie d’une modernisation. La dénomination change pour devenir la Xiaomi Essential, elle porte d’autres noms comme la "Mi Electric Scooter Essential" ou la "M365 Essential". Comme la 1S, celle-ci possède désormais un écran LCD, apparu sur la Xiaomi Pro sortie 1 an auparavant et non présente sur la M187, où en effet celle-ci possède un écran à quatre diodes indiquant le niveau de batterie. Elle possède une carte-mère renforcée V3 et en 2021, elle est équipée de la carte-mère V3.1, ce léger changement permet d’éviter tout débridage. Esthétiquement, elle est identique à la 1S sauf pour les poignées qui sont en mousse alors qu'elle sont en caoutchouc pour les autres modèles de la marque. Cette version modernisée possède également un nouveau garde-boue arrière avec des renforts métalliques et un catadioptre rouge intégré sur le feu arrière, des feux plus puissants, des catadioptres oranges sur les côtés et blanc sur la face avant dû à la législation européenne. La vitesse maximum passe à 20 km/h et ainsi, la couleur blanche est inexistante. L’Essential est inexistante sur le marché chinois ; en effet, la M187 n’a pas pu être remplacée. Il est possible d'installer l’écran LCD sur la M187 via une reprogrammation.
En 2023, la Xiaomi Scooter 4 Go est sortie, remplaçant la Xiaomi Essential bien que celle-ci reste en production jusqu’en 2024. Ce nouveau modèle est cette fois-ci une toute nouvelle génération et non plus une évolution des modèles précédents.

#### Version haut de gamme: la Xiaomi Pro
En 2019, Xiaomi sort une version haut de gamme. Nommée la Xiaomi Pro, elle porte d’autres noms comme la "Mijia Pro", la "Mi Electric Scooter Pro" ou encore la "M365 Pro". Elle dérive de la M365 classique mais il y a plusieurs différences ; châssis plus grand pour intégrer une batterie de taille supérieure, en effet, celle-ci possède une capacité de 12800 mAh ce qui permet d’avoir une autonomie plus élevée de 45 km au lieu de 30 km pour la M365, la potence est plus haute, la puissance du moteur s’élève d’une puissance de 300W nominal et 600W en crête alors que les M187 et M365 ont un moteur de 250W nominal et 500W en crête, d’une carte-mère V2, l'ajout du liseret rouge autour de jante avant, le disque de frein est de 120 mm au lieu de 110 mm pour la M365 et ainsi, un écran LCD, non présente sur les Xiaomi M187 et M365, où en effet celles-ci possèdent un écran à quatre diodes indiquant le niveau de batterie. La couleur blanche est inexistante par rapport à la M187 et M365. Il est possible d'installer l’écran LCD sur la M187 et la M365 classique via une reprogrammation.
En 2020 et pour le marché européen, la Xiaomi Pro bénéficie d’une modernisation. La dénomination change pour devenir la Xiaomi Pro 2, elle porte d’autres noms comme la "Mi Electric Scooter Pro 2" ou la "M365 Pro 2". Celle-ci évolue peu par rapport à la Pro première du nom. Cette version modernisée possède un nouveau garde-boue arrière avec des renforts métalliques et un catadioptre rouge intégré sur le feu arrière, des feux plus puissants, des catadioptres oranges sur les côtés et blanc sur la face avant dû à la législation européenne. La batterie passe à 12400 mAh, cette légère baisse de capacité permet d’éviter une surcharge ainsi qu’une meilleure durée de vie. Elle possède une carte-mère renforcée V3 et en 2021, elle est équipée de la carte-mère V3.1, ce léger changement permet d’éviter tout débridage. La Pro 2 est inexistante sur le marché chinois ; en effet, l’appellation du modèle reste la Pro. Comme le modèle original, la couleur blanche est inexistante.
En 2021, Xiaomi commercialise la Pro 2 Mercedes-AMG Petronas F1 Team Edition, qui est une série limitée de la Pro 2.
En 2022, la Xiaomi Scooter 4 Pro est sortie, remplaçant la Xiaomi Pro 2 bien que celle-ci reste en production jusqu’en 2023. Ce nouveau modèle est cette fois-ci une toute nouvelle génération et non plus une évolution des modèles précédents.

#### Batteries
Sur les Xiaomi M365, 1S et Mi 3, il y a trois types de batteries. Celles qui possèdent des accumulateurs de couleur bleue sont fabriquées par la marque EVE et celles qui possèdent des accumulateurs de couleur violette ou grises sont fabriquées par la marque LG.
La batterie possède un système nommé BMS (Battery Management System). Celui-ci a été conçu pour gérer la charge, l’équilibrage et la décharge afin de permettre une durée de vie et une puissance optimale.

## Galerie

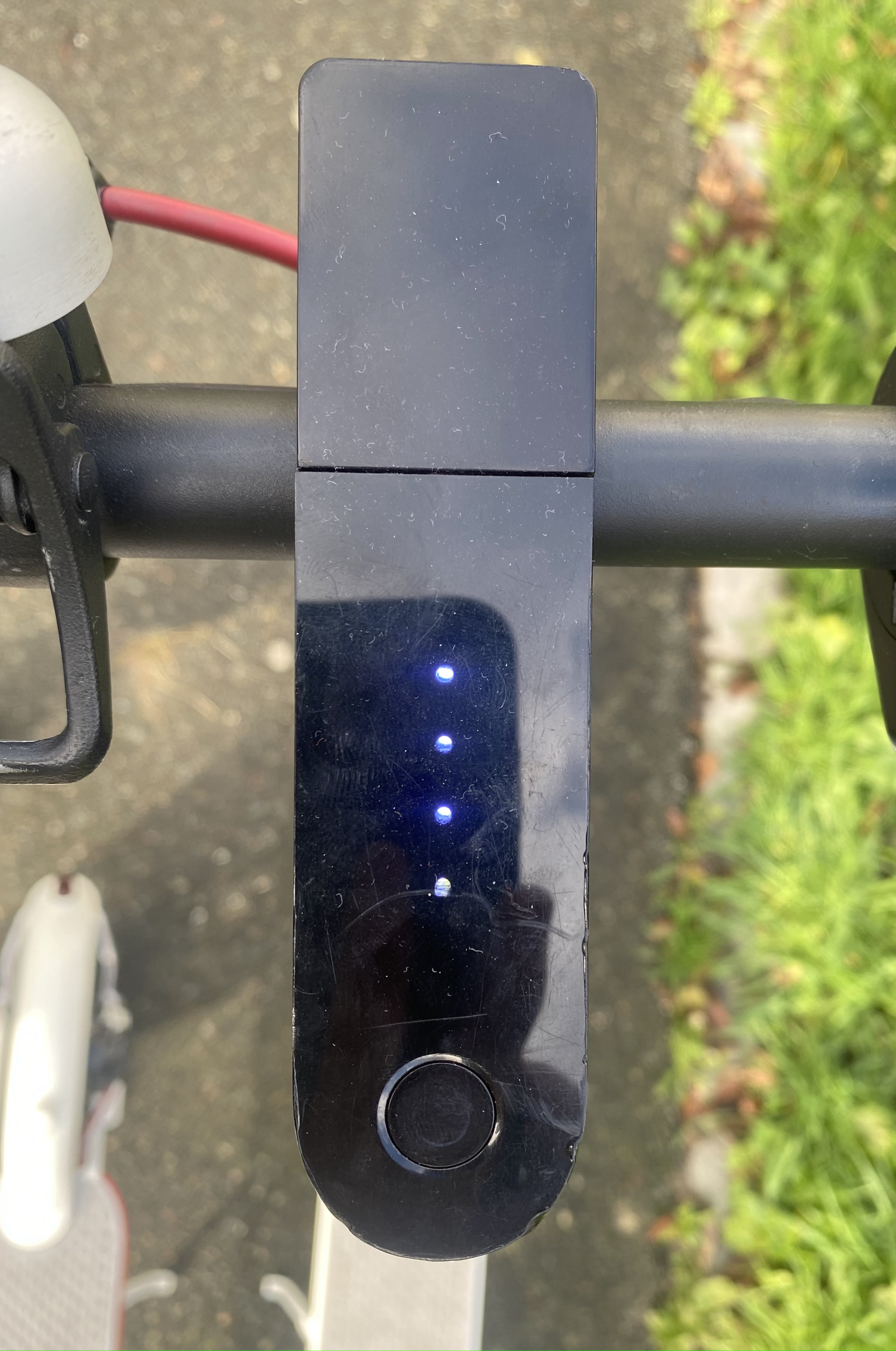
Xiaomi M365 possédant l’écran d’origine à quatre diodes
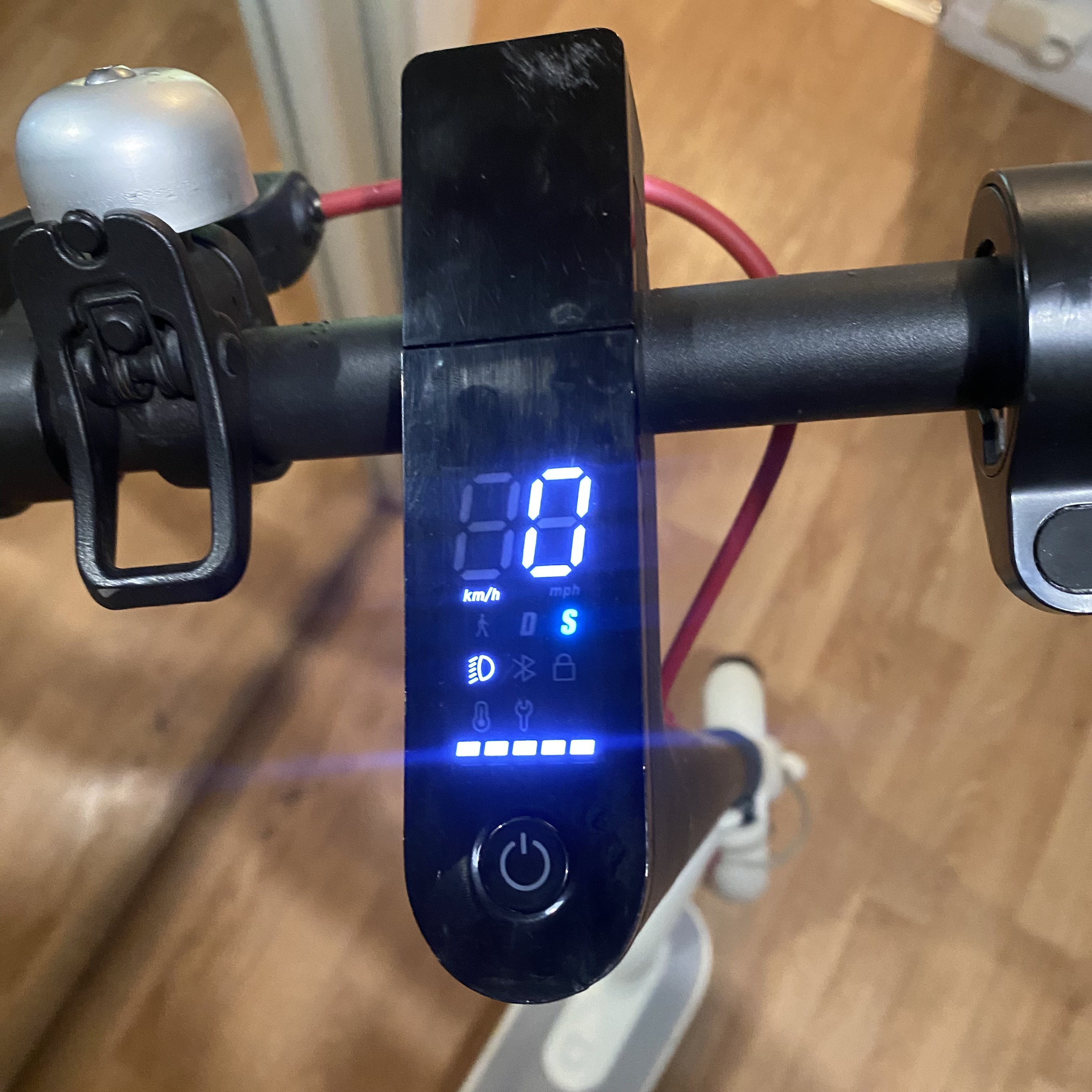
Xiaomi M365 possédant l’écran LCD de la Xiaomi 1S
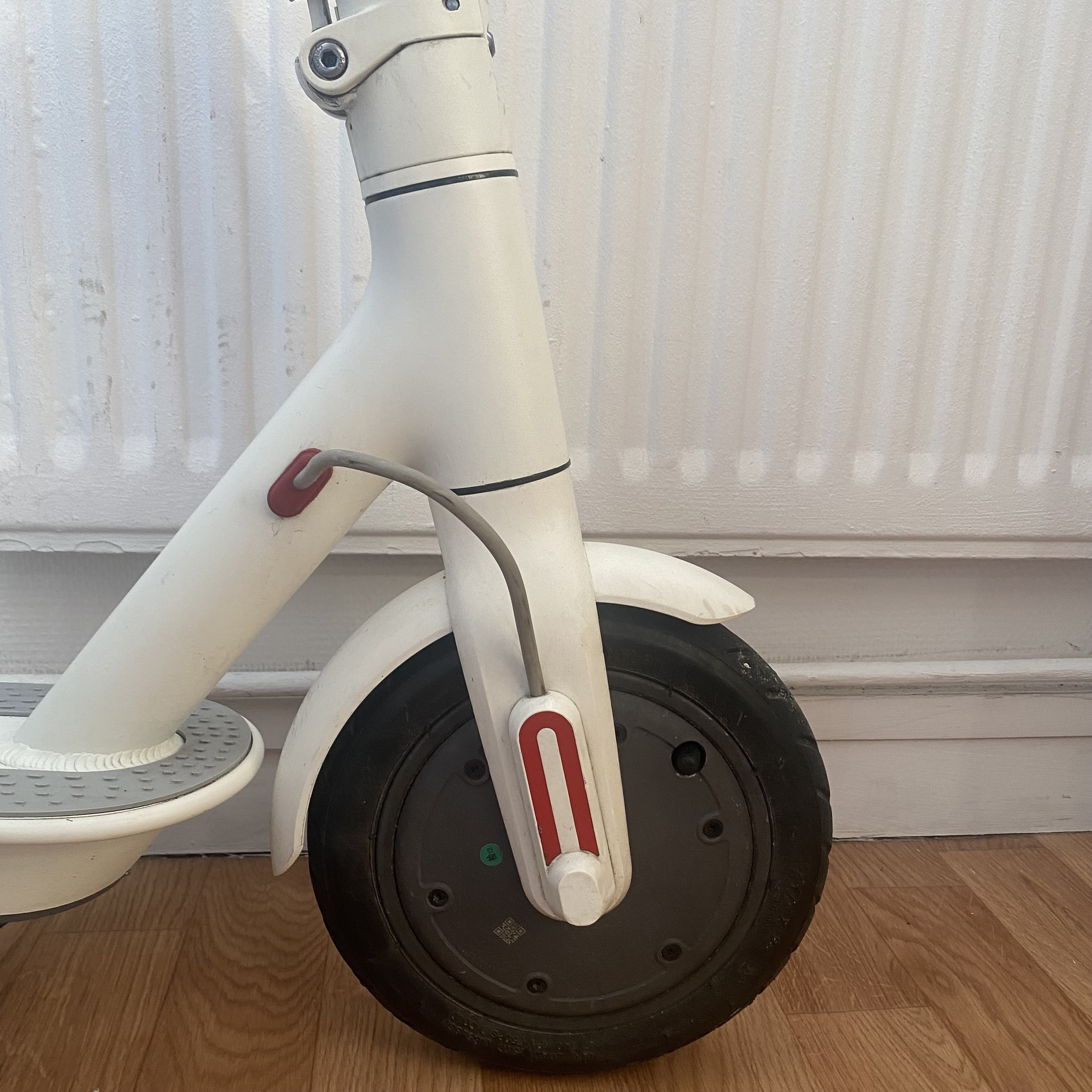
Moteur électrique de 250W
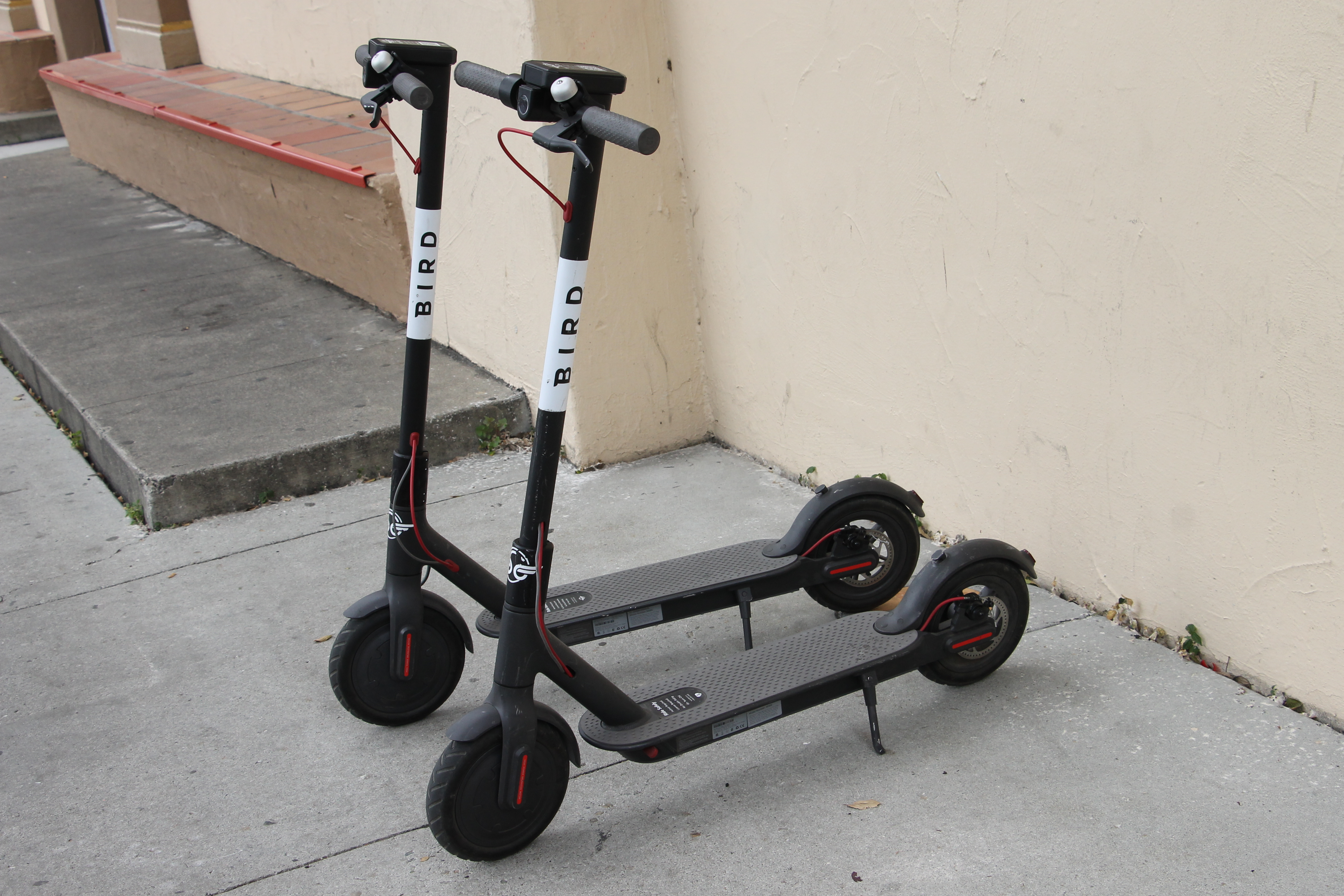
Xiaomi M365 en libre-service du loueur Bird
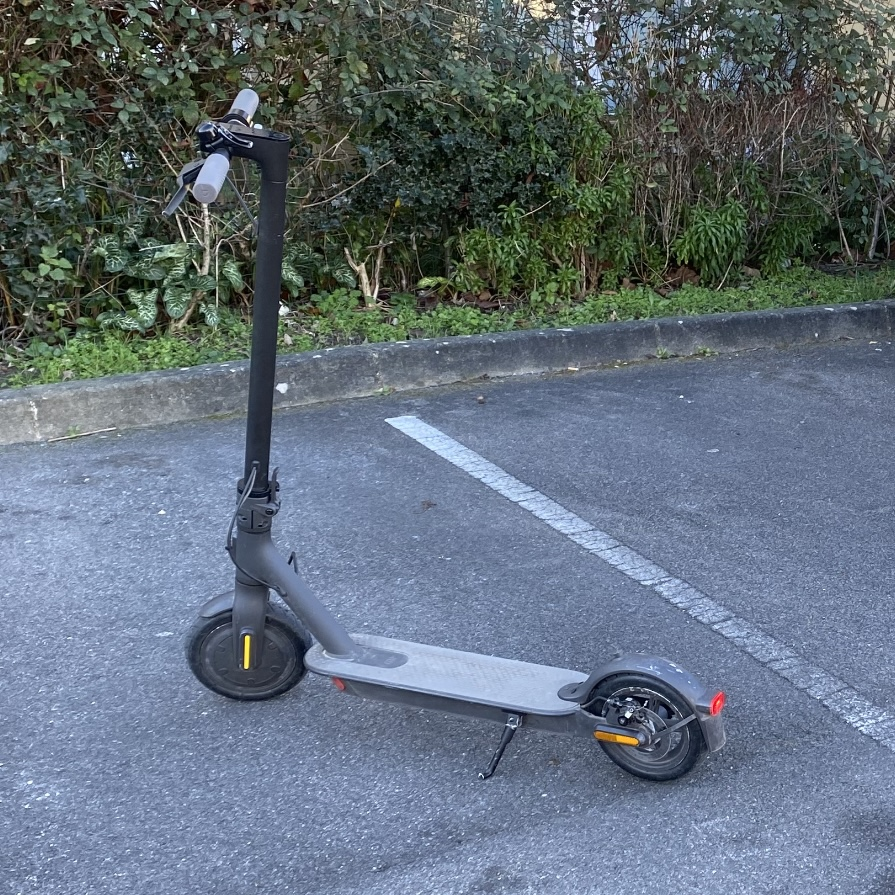
Xiaomi Essential/1S
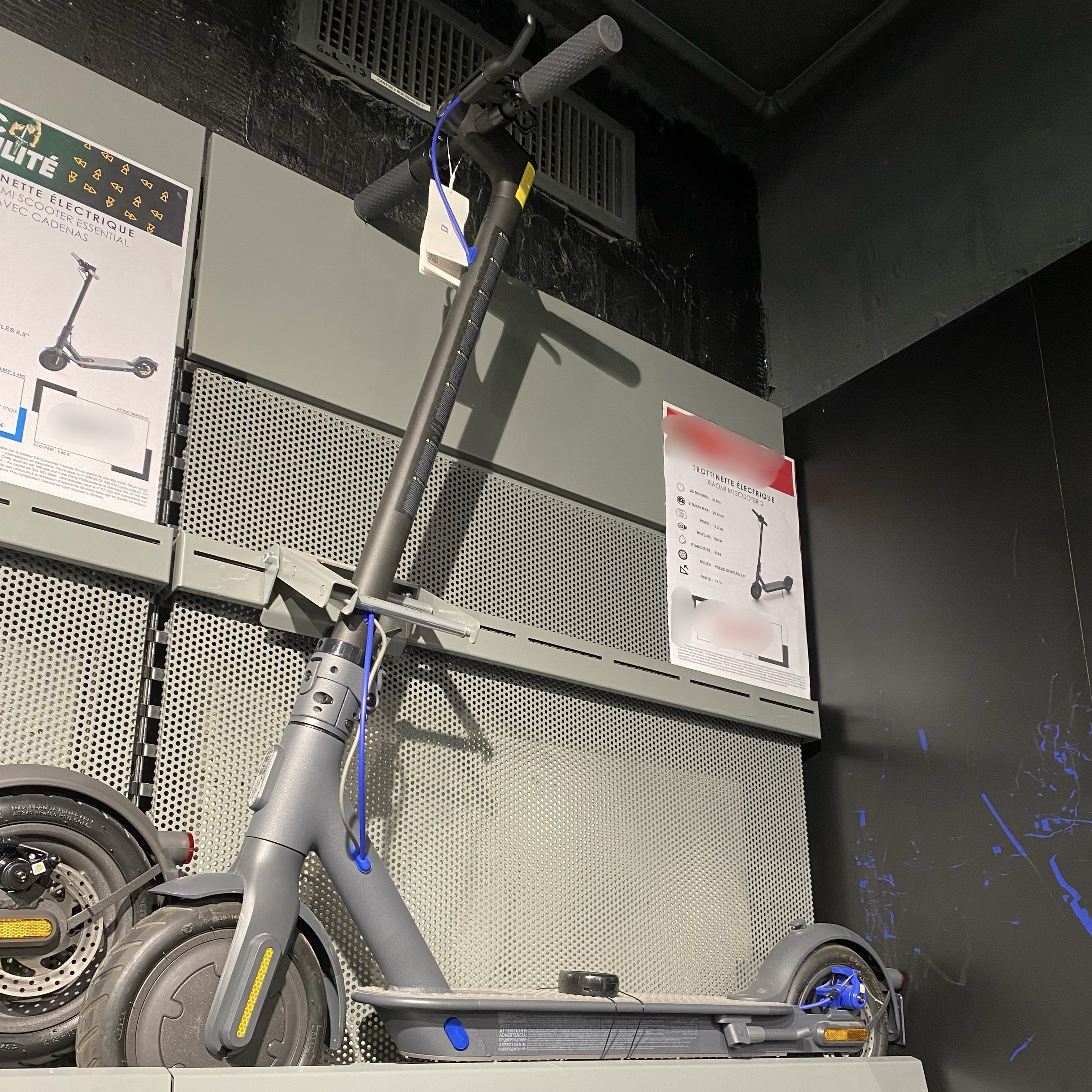
Xiaomi Mi 3 noire
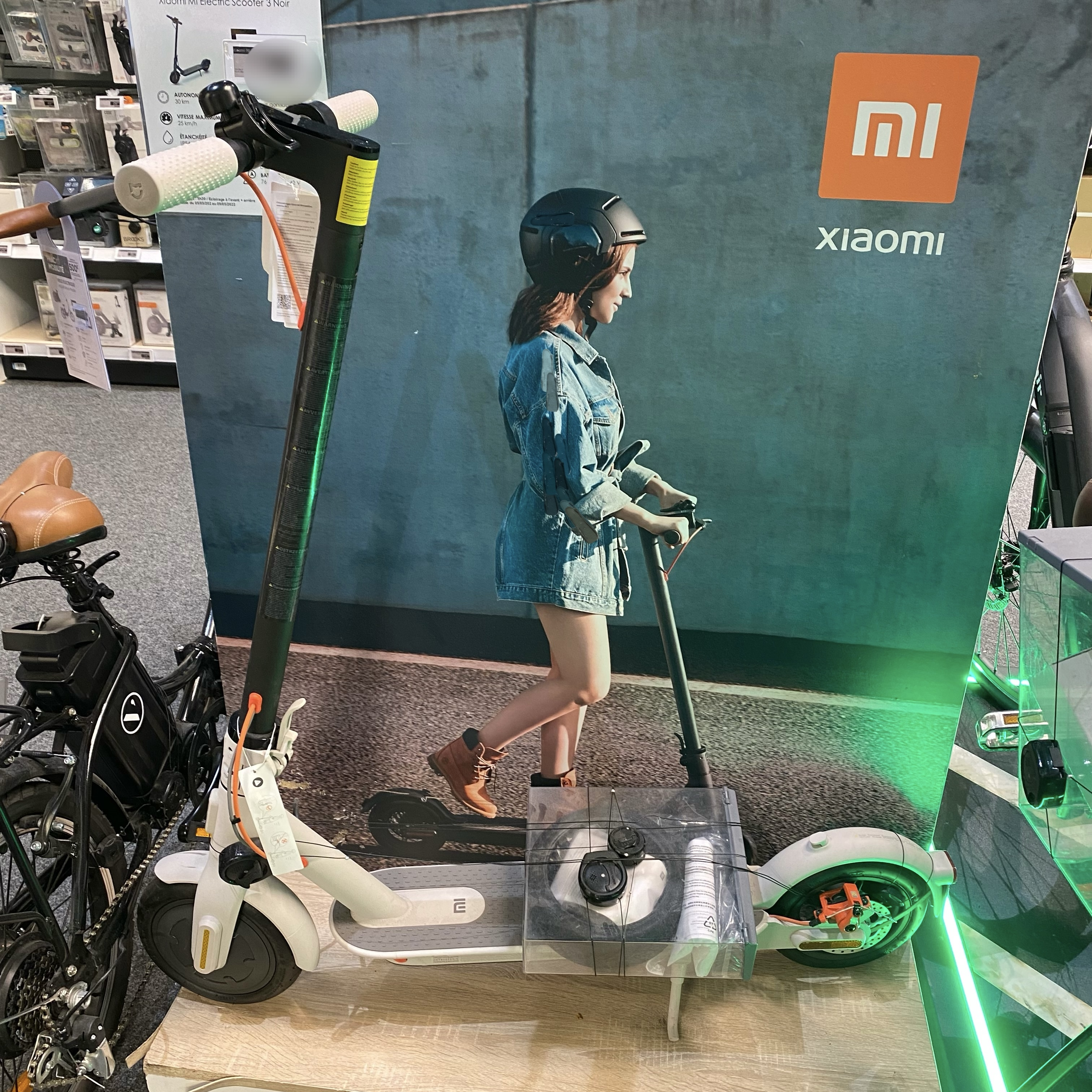
Xiaomi Mi 3 blanche
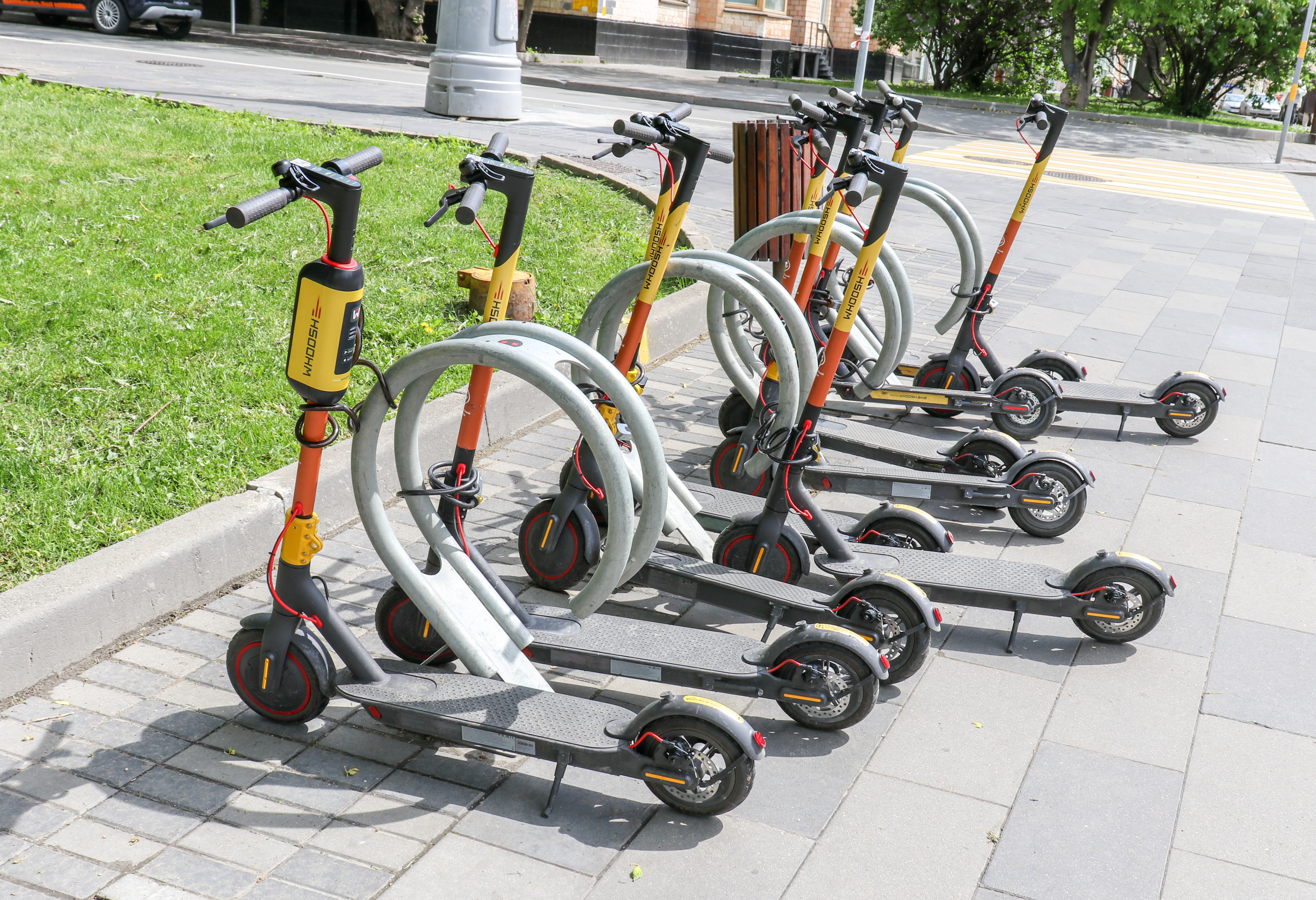
Xiaomi Pro (libre-service)
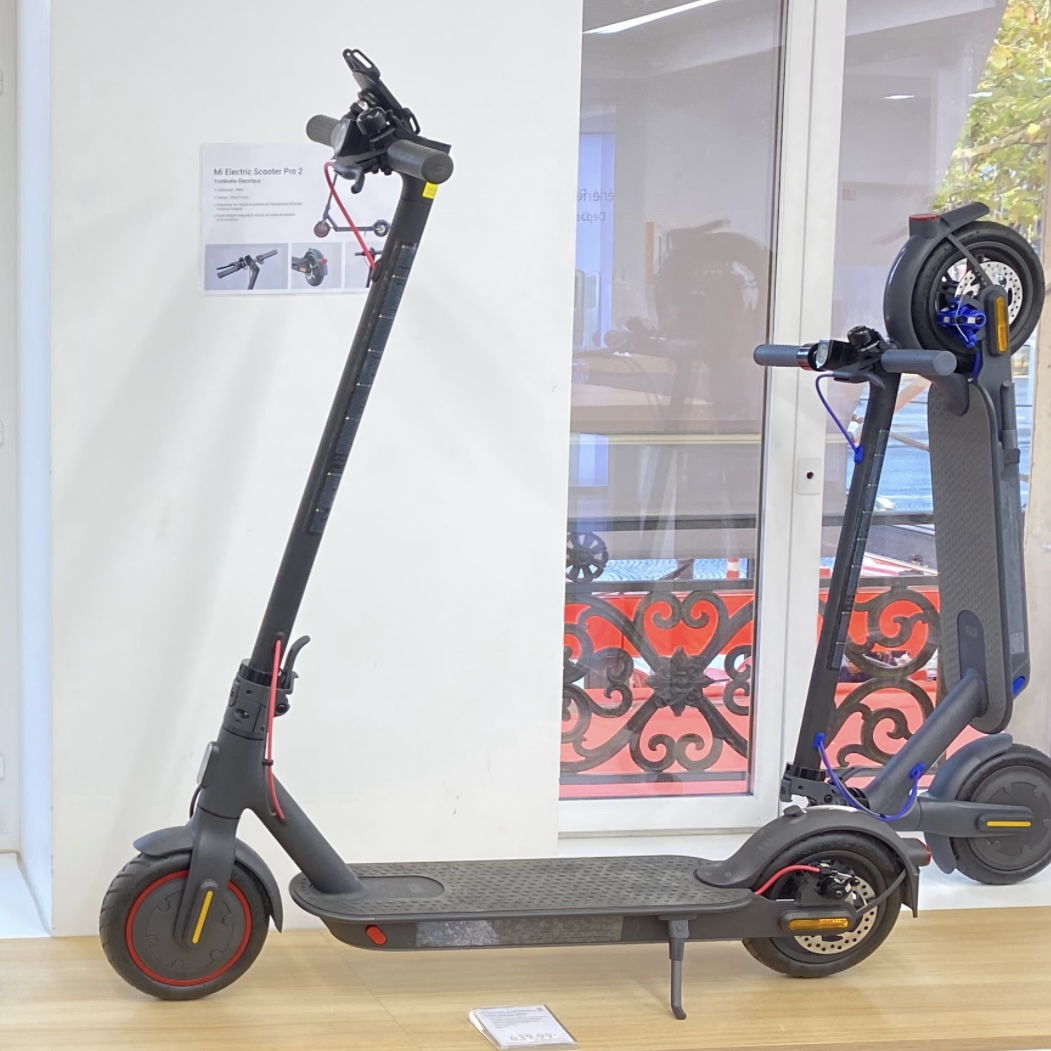
Xiaomi Pro 2

## Caractéristiques
| CARACTÉRISTIQUES TECHNIQUES (Xiaomi M187 et Essential), | CARACTÉRISTIQUES TECHNIQUES (Xiaomi M187 et Essential), |
| ------------------------------------------------------- | ------------------------------------------------------- |
| Bluetooth                                               | Oui                                                     |
| Application mobile                                      | Mi Home                                                 |
| Compatibilité de l'application                          | Android, iOS                                            |
| Masse maximum supporté                                  | 100 kg                                                  |
| Récupération d'énergie                                  | Oui                                                     |
| Vitesse maximum annoncée                                | M187 : 25 km/h Essential : 20 km/h                      |
| Puissance du moteur                                     | 250W nominal, 500W en crête                             |
| Pneus                                                   | 8,5 pouces gonflables avec chambre à air                |
| Étanchéité                                              | IP54                                                    |
| ALIMENTATION,                                           |                                                         |
| Chargeur secteur                                        | Oui                                                     |
| Temps de charge annoncé                                 | 3,5 heures                                              |
| Capacité de la batterie                                 | 5100 mAh                                                |
| Autonomie annoncée en km                                | 20 km                                                   |
| DIMENSIONS ET MASSE                                     |                                                         |
| Largeur                                                 | 43 cm                                                   |
| Hauteur                                                 | 114 cm                                                  |
| Longueur                                                | 108 cm                                                  |
| Masse                                                   | 12 kg                                                   |

| CARACTÉRISTIQUES TECHNIQUES (Xiaomi M365, 1S et Mi 3), | CARACTÉRISTIQUES TECHNIQUES (Xiaomi M365, 1S et Mi 3),                      |
| ------------------------------------------------------ | --------------------------------------------------------------------------- |
| Bluetooth                                              | Oui                                                                         |
| Applications mobiles                                   | Mi Home Segway-Ninebot (M365 sorties avant 2018)                            |
| Compatibilité de l'application                         | Android, iOS                                                                |
| Masse maximum supporté                                 | 100 kg                                                                      |
| Récupération d'énergie                                 | Oui                                                                         |
| Vitesse maximum annoncée                               | 25 km/h                                                                     |
| Puissance du moteur                                    | M365 et 1S : 250W nominal, 500W en crête Mi 3 : 300W nominal, 600W en crête |
| Pneus                                                  | 8,5 pouces gonflables avec chambre à air                                    |
| Étanchéité                                             | IP54                                                                        |
| ALIMENTATION                                           |                                                                             |
| Chargeur secteur                                       | Oui                                                                         |
| Temps de charge annoncé                                | 5 heures                                                                    |
| Capacité de la batterie                                | M365 : 7800 mAh 1S et Mi 3 : 7650 mAh                                       |
| Autonomie annoncée en km                               | 30 km                                                                       |
| DIMENSIONS ET MASSE                                    |                                                                             |
| Largeur                                                | 43 cm                                                                       |
| Hauteur                                                | 114 cm                                                                      |
| Longueur                                               | 108 cm                                                                      |
| Masse                                                  | 12.5 kg                                                                     |

| CARACTÉRISTIQUES TECHNIQUES (Xiaomi Pro et Pro 2) | CARACTÉRISTIQUES TECHNIQUES (Xiaomi Pro et Pro 2) |
| ------------------------------------------------- | ------------------------------------------------- |
| Bluetooth                                         | Oui                                               |
| Application mobile                                | Mi Home                                           |
| Compatibilité de l'application                    | Android, iOS                                      |
| Masse maximum supporté                            | 100 kg                                            |
| Récupération d'énergie                            | Oui                                               |
| Vitesse maximum annoncée                          | 25 km/h                                           |
| Puissance du moteur                               | 300W nominal, 600W en crête                       |
| Pneus                                             | 8,5 pouces gonflables avec chambre à air          |
| Étanchéité                                        | IP54                                              |
| ALIMENTATION                                      |                                                   |
| Chargeur secteur                                  | Oui                                               |
| Temps de charge annoncé                           | 9 heures                                          |
| Capacité de la batterie                           | Pro : 12800 mAh Pro 2 : 12400 mAh                 |
| Autonomie annoncée en km                          | 45 km                                             |
| DIMENSIONS ET MASSE                               |                                                   |
| Largeur                                           | 43 cm                                             |
| Hauteur                                           | 118 cm                                            |
| Longueur                                          | 113 cm                                            |
| Masse                                             | 14.2 kg                                           |

## Défauts
Les Xiaomi M187, M365 et Pro ont eu des défauts durant leurs carrières, dont la plupart ont été résolus avec les Xiaomi Essential, 1S et Pro 2.
• Le loueur Bird avait des Xiaomi M365, celles-ci étaient facilement piratables et les vols étaient nombreux.
• Les M365 sorties entre septembre 2017 et octobre 2018, un rappel massif a été fait car le système de pliage peut s’endommager en pleine route, ce qui peut provoquer des risques de fracture et de commotion cérébrale.
• Le garde-boue arrière peut se casser facilement. Un renfort de garde-boue a été conçu par des fabricants tiers pour éviter la casse. Pour les modèles sortis en 2020 et seulement pour les versions européennes, le renfort métallique de garde-boue est désormais monté de série.
• Les pneus peuvent crever facilement, dont le niveau de réparation est difficile. Pour les modèles sortis en 2020, les pneus sont renforcés.